# Chevrolet Tracker (США)
Chevrolet Tracker (ранее Geo Tracker) — компактный внедорожник, выпускавшийся компаниями Chevrolet и Geo в разные периоды с 1988 по 2016 год.

## Первое поколение
Geo Tracker впервые был представлен в конце 1988 года. Также автомобиль выпускался компанией Suzuki под названием Suzuki Vitara. Почти все автомобили были выпущены в Японии и импортированы в США из-за задержек в Канаде. Производство началось в конце 1989 года в Ингерсолле и закончилось в 1998 году. К окончанию производства было выпущено около 200000 экземпляров.
Первоначально все Geo Tracker канадского производства поставлялись в США, чтобы обойти 25-процентный куриный налог. В 1990 году в модельный ряд были добавлены внедорожники Suzuki Sidekick, которые выпускались до 2004 года.

В 1997 году автомобиль был переименован в Chevrolet Tracker.

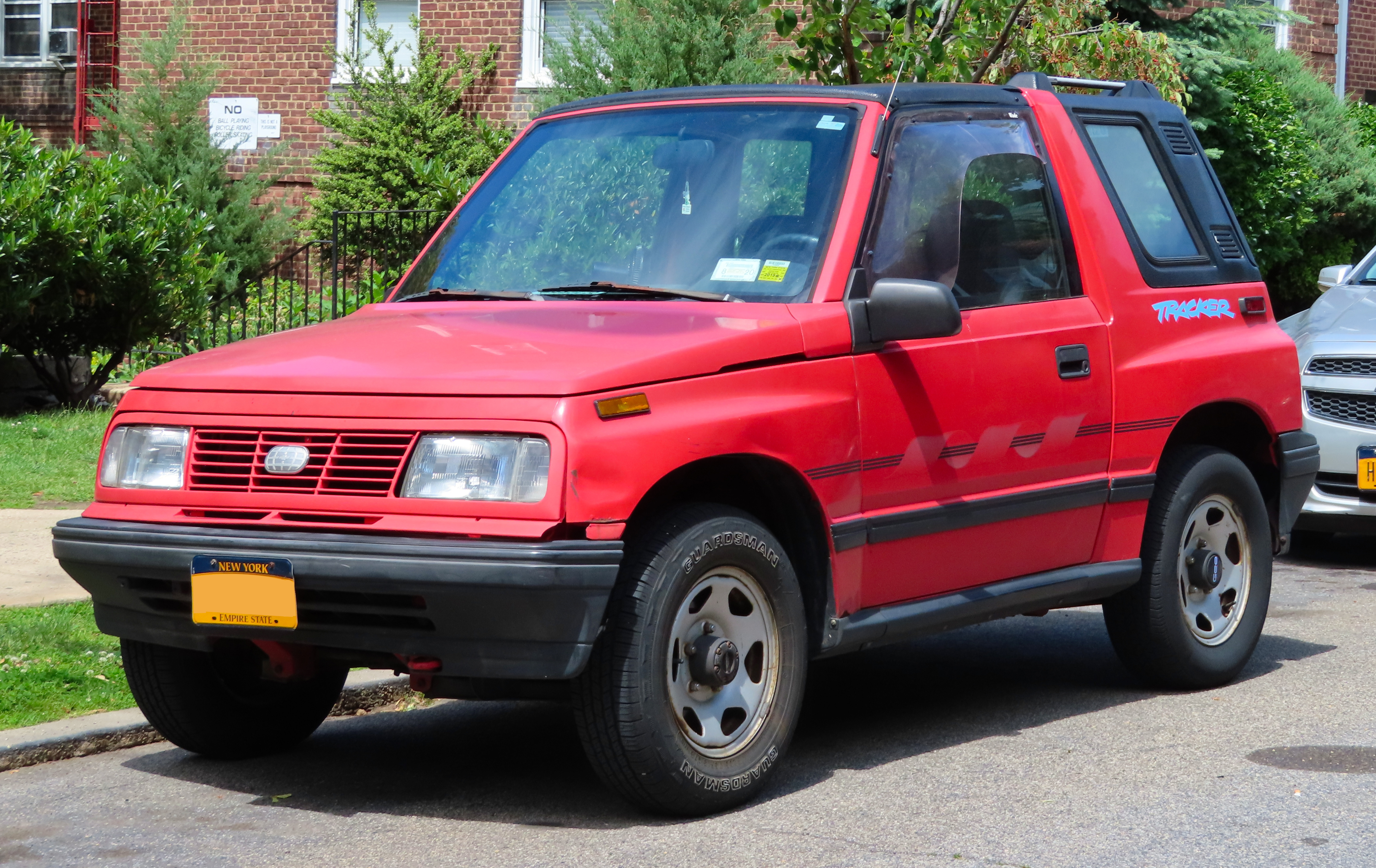
Geo Tracker
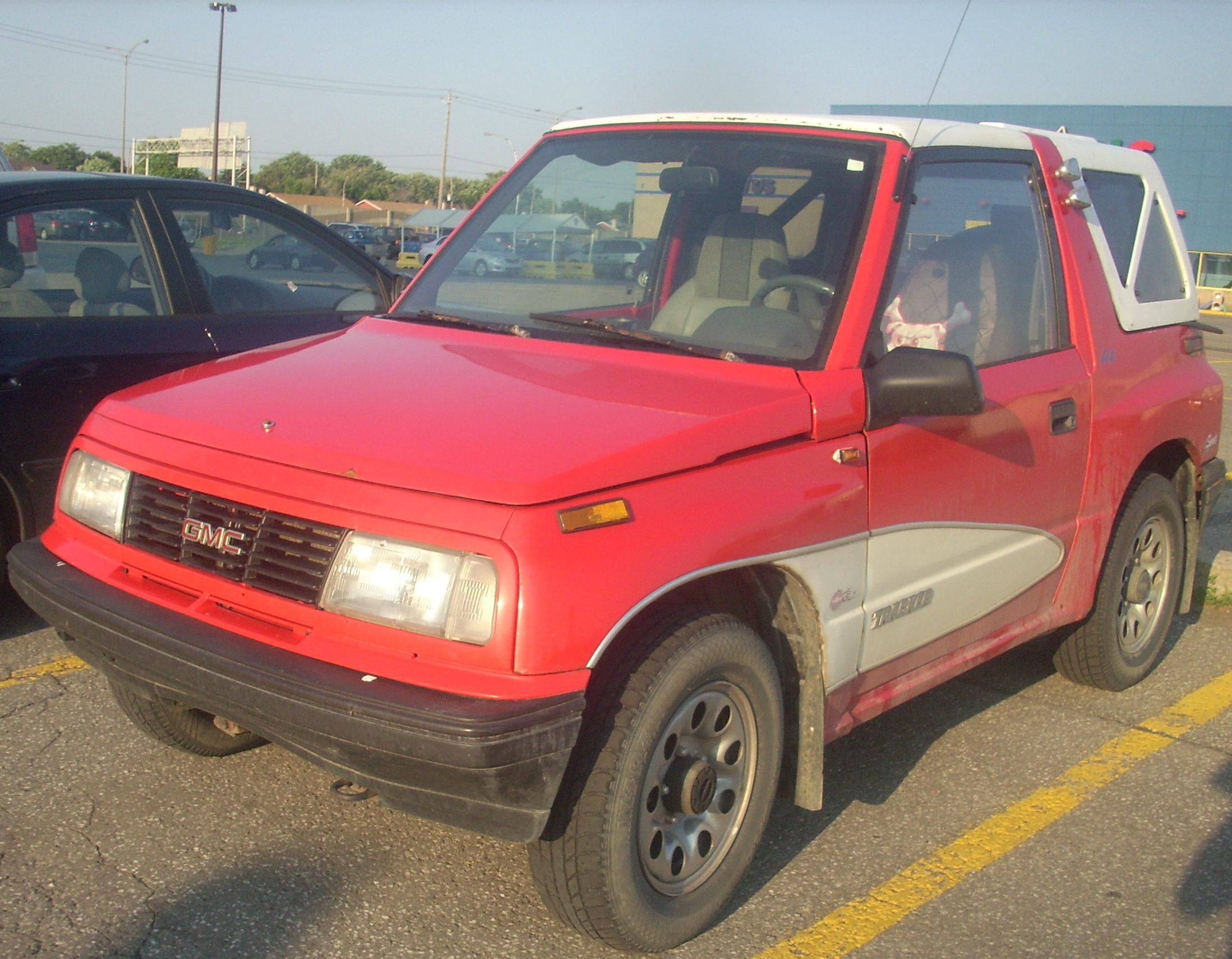
1989—1991 GMC Tracker
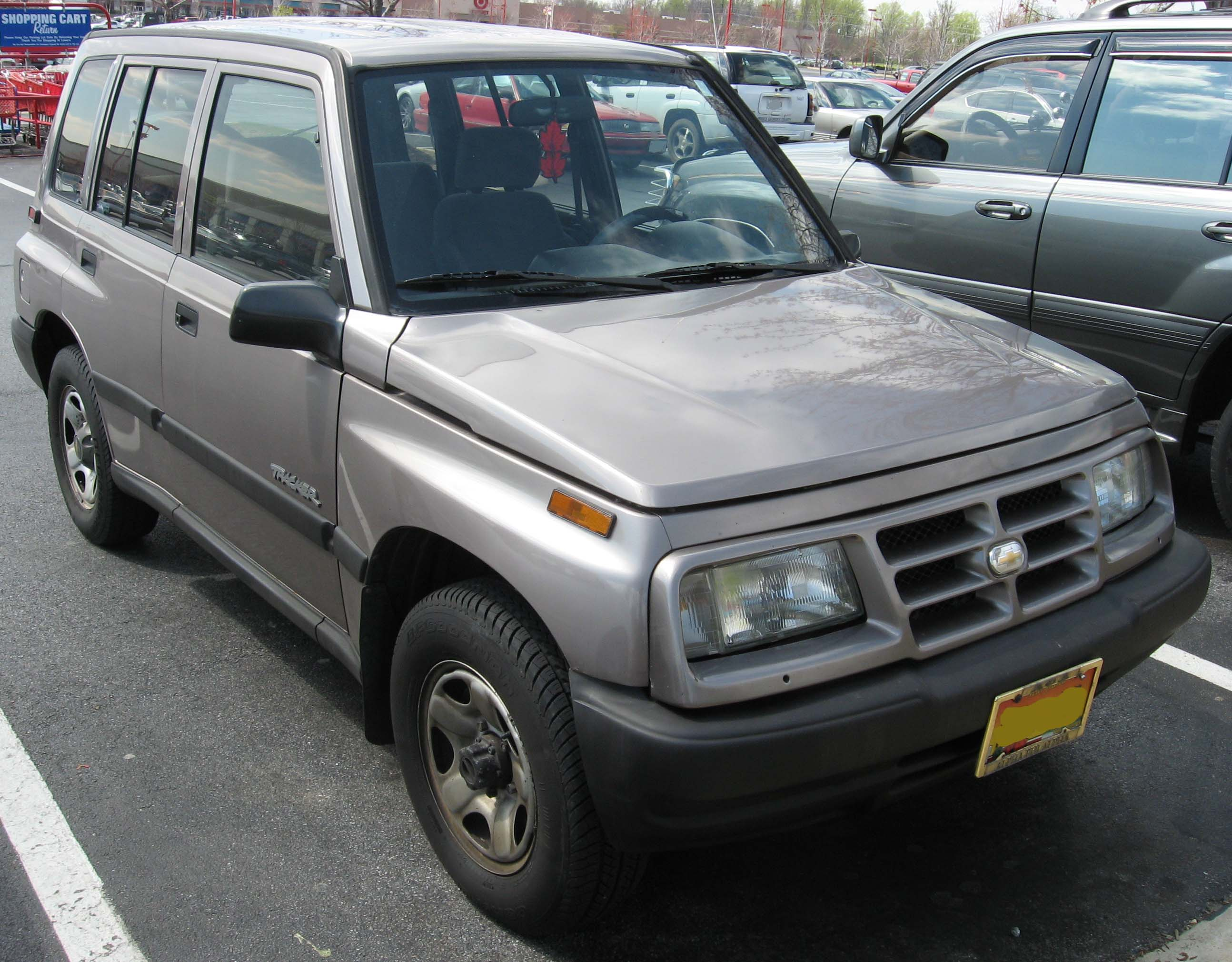
1998 Chevrolet Tracker

## Второе поколение
В 1999 году производство Sidekick было прекращено. На смену пришло второе поколение Chevrolet Tracker, получившее название Suzuki Grand Vitara. До 27 января 2004 года автомобиль выпускался в Канаде, до 2008 года — в Аргентине, а до 2016 года — в Эквадоре.

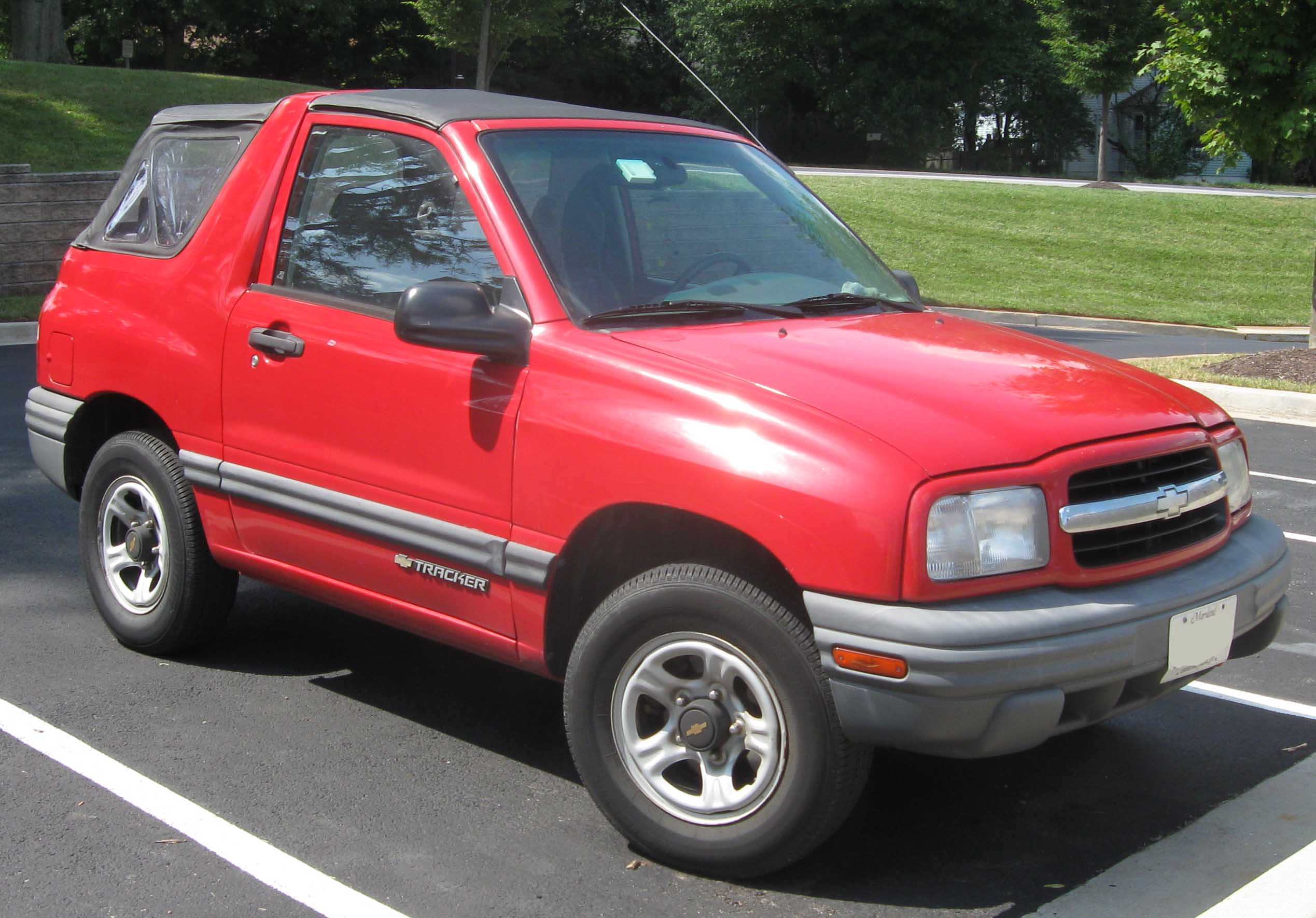
Вид спереди
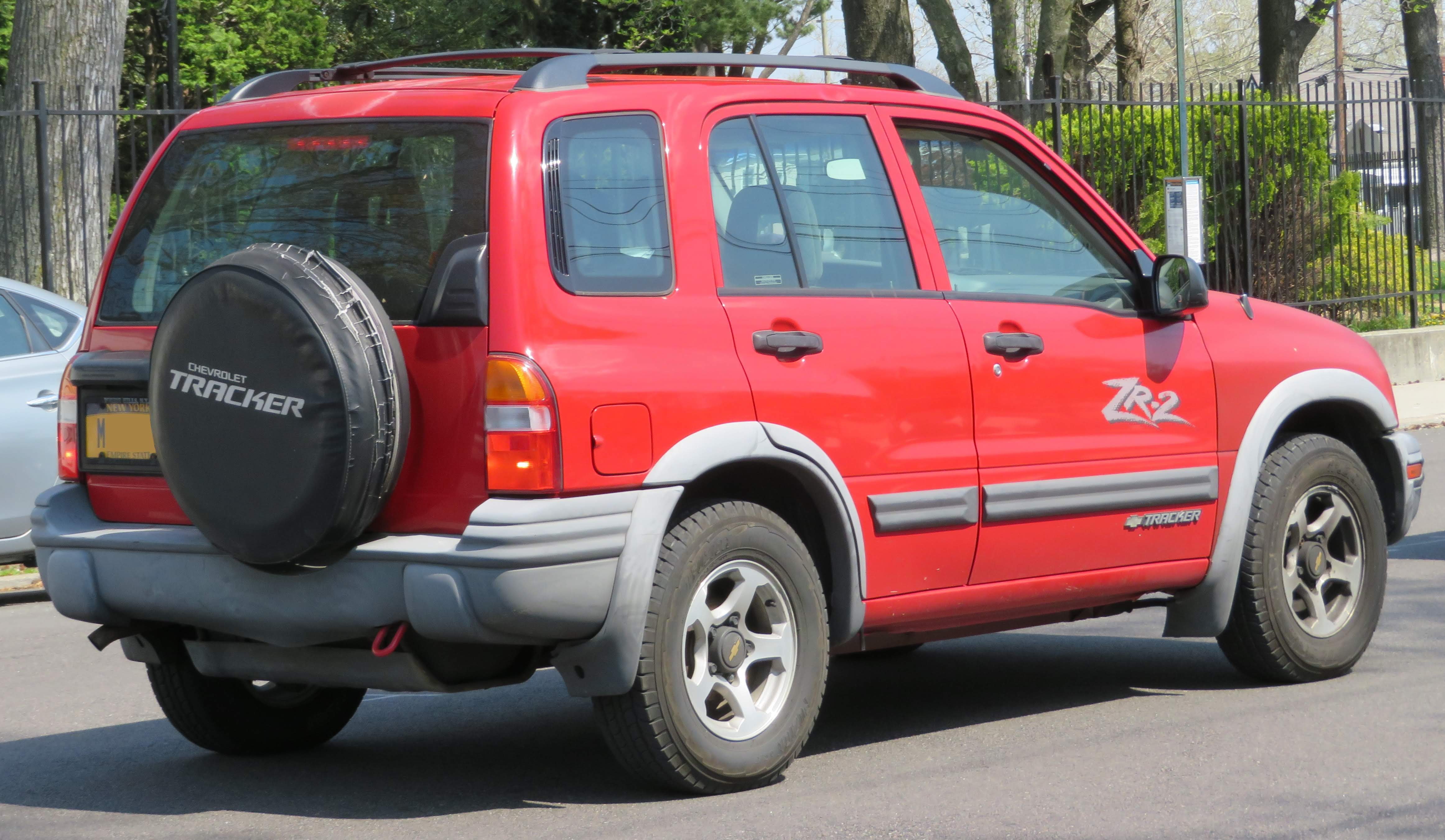
Вид сзади
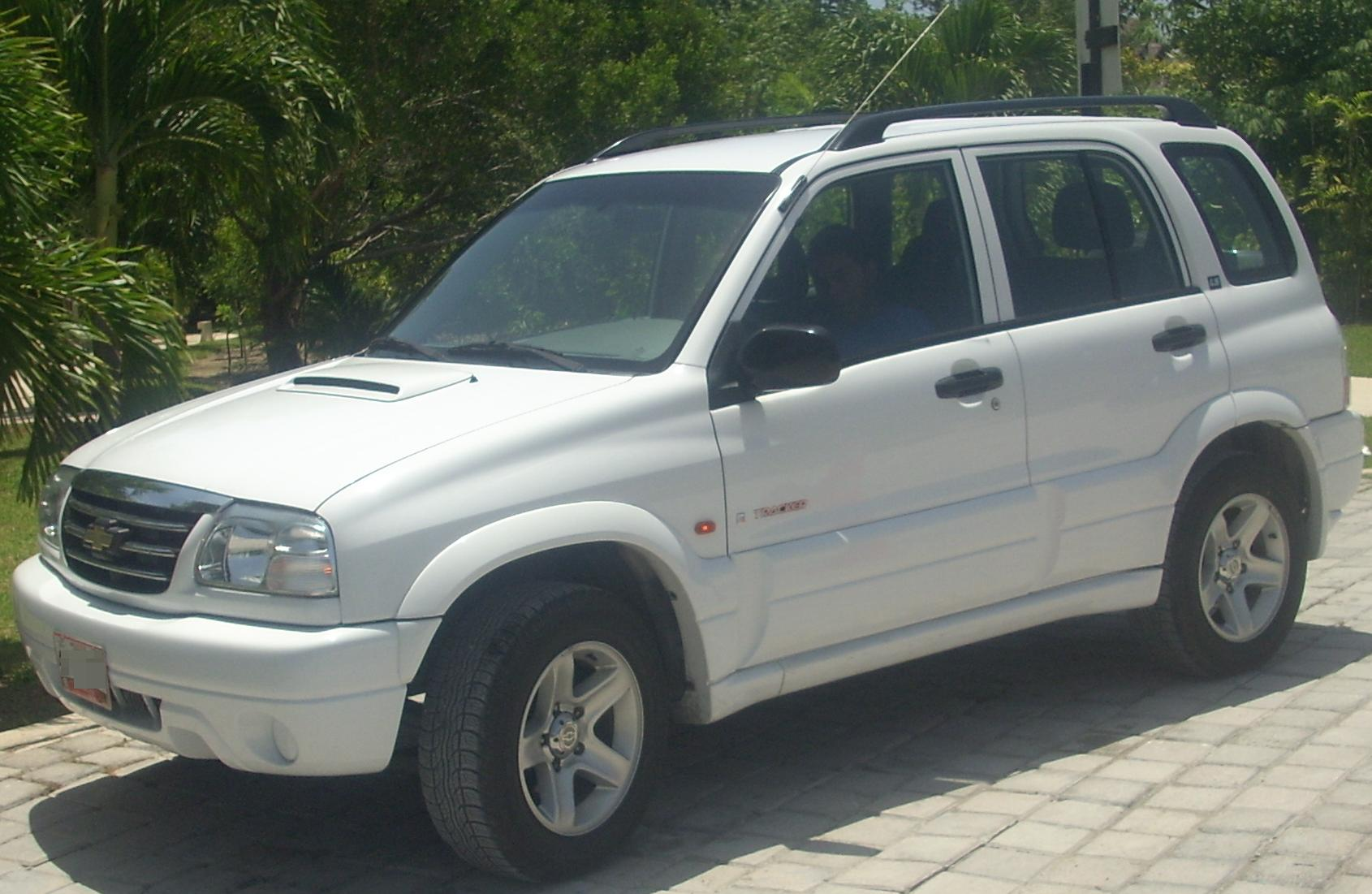
2006—2008 Chevrolet Tracker (Мексика)

## Chevrolet Trax

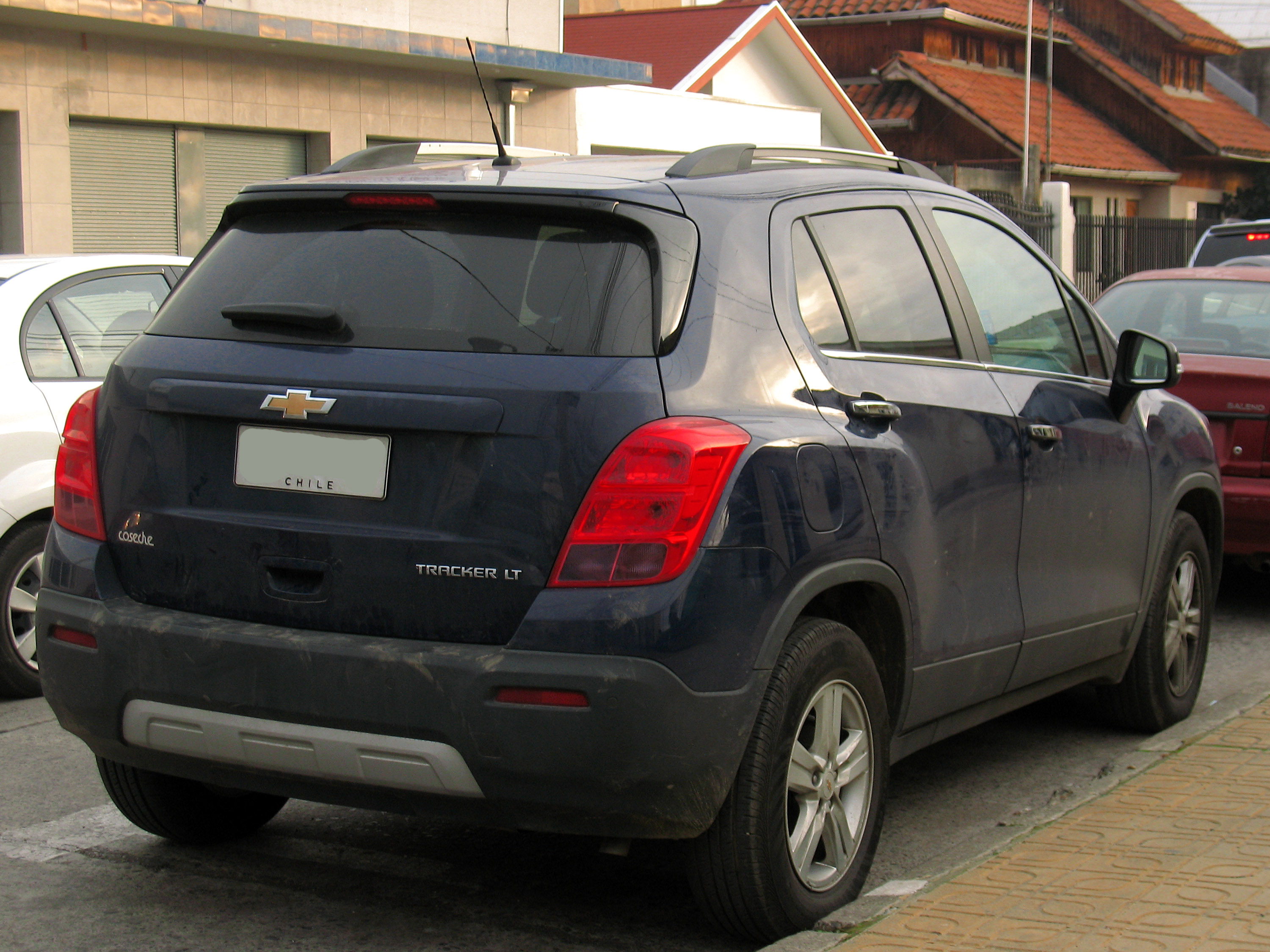
Chevrolet Tracker LT

Chevrolet Trax продавался в России и Южной Америке под названием Tracker. В России название Trax было бы слишком тесно связано со словом трах, которое в просторечии означает совокупление.